# Tagliamento (département)
Pour les articles homonymes, voir Tagliamento (homonymie).
Le Tagliamento était un ancien département du royaume d'Italie de 1806 à 1814. Il a été nommé d'après la rivière Tagliamento, et avait pour chef-lieu Trévise. 

## Histoire
Le département fut créé à la suite de l'annexion par le royaume d'Italie le 1er mai 1806 de Venise et de ses dépendances (Istrie et Dalmatie).
Ce département connaît d'importantes modifications de limites en décembre 1807, qui lui font perdre les régions de Bassano et de Castelfranco, rattachées au Bacchiglione, mais il gagne parallèlement des territoires perdus par le département du Passariano.